# Pomata
Pomata es una localidad del Altiplano peruano situado en la orilla suroeste del lago Titicaca. Conocida por el apelativo de Balcón Filosófico del Altiplano,[cita requerida] es la capital del distrito de Pomata, uno de los siete que conforman la Provincia de Chucuito, ubicada en el Departamento de Puno al sur del Perú.

## Toponimia
Pomata deriva de la frase aimara puma uta que significa la casa del puma, desmetaforizando la residencia del puma.

## Geografía
Se encuentra sobre unas peñas a orillas del Lago Titicaca, en la zona sur de la región de Puno, en plena meseta del Collao, a 105 kilómetros de la ciudad de Puno y a 3 863 msnm. El acceso por vía terrestre se lleva a cabo por la carretera de Puno a Desaguadero, localidad fronteriza entre Perú y Bolivia, la cual esta completamente asfaltada.

### Clima
| Parámetros climáticos promedio de Pomata | Parámetros climáticos promedio de Pomata | Parámetros climáticos promedio de Pomata | Parámetros climáticos promedio de Pomata | Parámetros climáticos promedio de Pomata | Parámetros climáticos promedio de Pomata | Parámetros climáticos promedio de Pomata | Parámetros climáticos promedio de Pomata | Parámetros climáticos promedio de Pomata | Parámetros climáticos promedio de Pomata | Parámetros climáticos promedio de Pomata | Parámetros climáticos promedio de Pomata | Parámetros climáticos promedio de Pomata | Parámetros climáticos promedio de Pomata |
| Mes                                      | Ene.                                     | Feb.                                     | Mar.                                     | Abr.                                     | May.                                     | Jun.                                     | Jul.                                     | Ago.                                     | Sep.                                     | Oct.                                     | Nov.                                     | Dic.                                     | Anual                                    |
| ---------------------------------------- | ---------------------------------------- | ---------------------------------------- | ---------------------------------------- | ---------------------------------------- | ---------------------------------------- | ---------------------------------------- | ---------------------------------------- | ---------------------------------------- | ---------------------------------------- | ---------------------------------------- | ---------------------------------------- | ---------------------------------------- | ---------------------------------------- |
| Temp. media (°C)                         | 10                                       | 10.3                                     | 9.9                                      | 8.9                                      | 7.9                                      | 6.5                                      | 6.6                                      | 7.2                                      | 8.3                                      | 10                                       | 10.4                                     | 10.6                                     | 8.9                                      |
| Fuente: climate-data.org                 |                                          |                                          |                                          |                                          |                                          |                                          |                                          |                                          |                                          |                                          |                                          |                                          |                                          |

## Historia

### Época preinca
Pomata, en tiempos pretéritos por los vestigios encontrados
hacen suponer que primitivas agrupaciones humanas habitaron esta región,
llámense consorcios, gentilicios o tribus, probablemente coetáneas de las
primitivas culturas andinas que florecieron en las comarcas próximas al lago.
Por lo que, en los lugares donde hoy asientan las parcialidades indígenas de Huacani,
Sisipa, Ccollini, Challaccollo, Iscuani, Huapaca, Tuquina, Tambillo, Llaquepa,
Batalla y principalmente en las regiones llamadas "Luccapa" y
"Aqquimarca", existían núcleos poblados a quienes la tradición
indígena los llaman Gentiles (Cchamaca tiempo) o gentes
del tiempo de la oscuridad, hoy la población le tienen gran veneración y
respeto mezclado de temor; núcleos que a la luz de las investigaciones
sociológicas y etnográficas no son sino los primitivos agregados humanos
anteriores al advenimiento y consolidación de las grandes culturas indígenas de
la Meseta del Collao, cuyo centro político y religioso asignan los
historiadores a la Civilización del Tiahuanaco; ya que aquella región dominada
por los Andes del Sur, dio carácter y fisonomía al ambiente geocultural en el
cual se desarrolló y propició la proliferación de grupos humanos, que lenta
pero firmemente iniciaron su proceso de adaptación en el dominio de su ambiente
vital
Efectivamente, en el contexto de la proliferación de estos nuevos grupo humanos
y, a resultas del inmenso amor de (Hampa con Titikaka nace los hijos del sol
llamados Lupihakes o Lupacas y tuvieron como idioma el Haq'aru, que más tarde
se llamaría Aymara.
El pueblo Lupaca vivió en permanente guerra con los Pacaxes, Omasuyos, Lacarejas
y otros integrantes del reino del Collao. Construyendo para ello
"PUKARAS" que son verdaderas trincheras de lucha y cuya muestra aún
se conservan en el cerro Pukarani en las comunidades de Tuquina, Llaquepa y
Tambillo.
El Collao era gobernado por Sapana hombre que sé hacía llamar «olla Kapak. Este
reino sufrió la invasión de Kitari que efectúo matanzas indiscriminadas,
sometiendo al pueblo Kolla y fue quien ordena la "Fundación de
Pomata" aproximadamente 1300 años A.C. tierra próspera y él más pintoresco
de la Provincia de Chucuito.

### Época inca
Según versión de algunos cronistas, Lloque Yupanque tercer Inca del
Cuzco, permaneció en este pueblo para luego proseguir a Desaguadero.
La llegada de los quechuas fue para conquistar y sojuzgar a los dolías, la
presencia de gente tan valerosa y la situación estratégica como la existencia
de Pucaras o alturas dominantes, aun hacia el lago, sirvió para ofrecer resistencia
a Yupanqui, ocasionando grandes perdidas en sus mejores tropas. Lo que permitió
que los dolías conservaran sus costumbres, su idioma y su religión, como un
"Estado Autónomo". Como tal, desde la época Incaica, Pomata forma
parte de la antigua Provincia de Chucuito que ocupa la Zona Altiplánica del
Collao.
Posiblemente fue esta situación estratégica, lo que motivó a que los técnicos
militares escogieran este distrito para la construcción del actual Cuartel
"Brigadier Pumacahua".

### Época virreinal

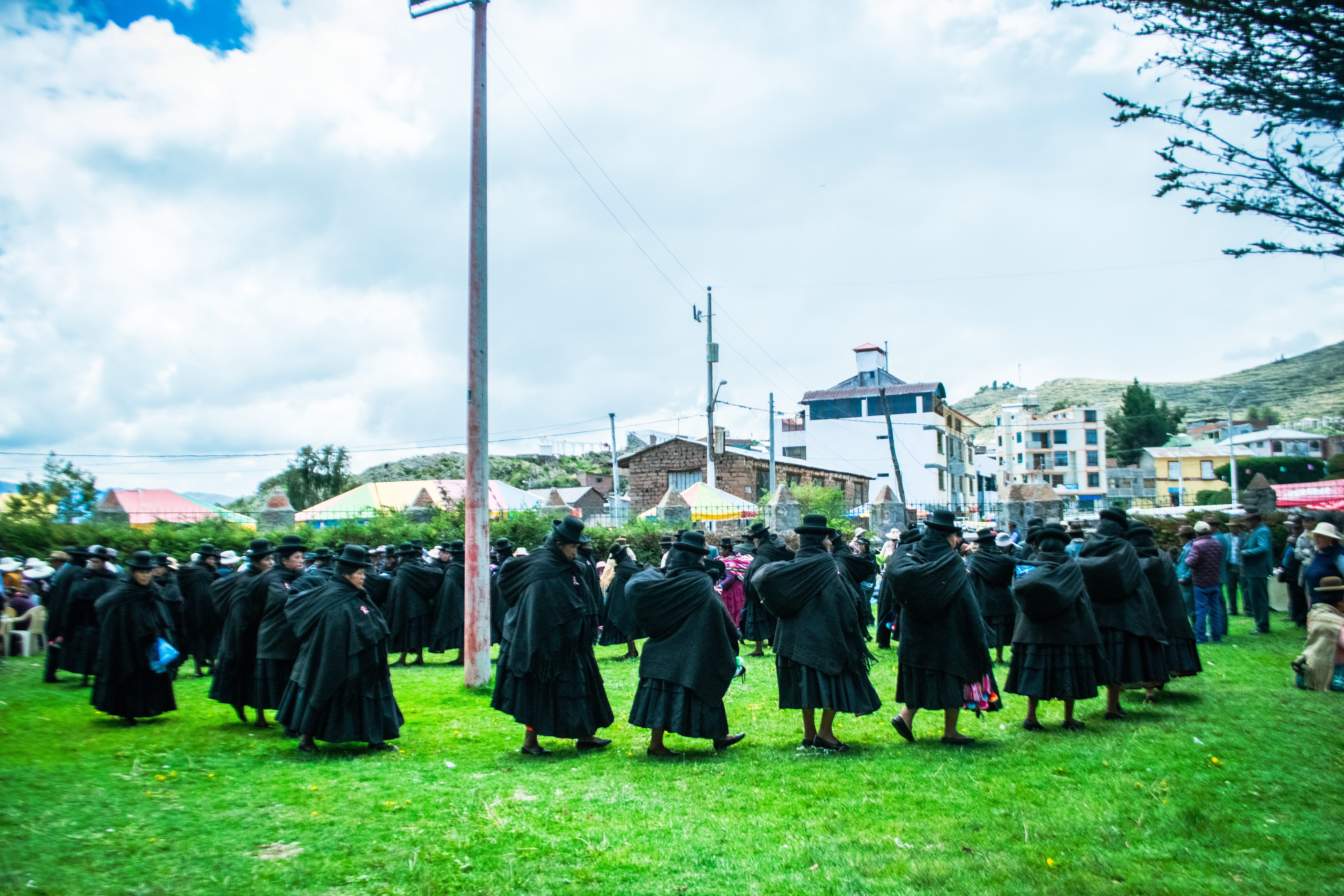
Tenientinas Pomateñas en la actualidad 2024

Hay fundamentos para creer que los primeros conquistadores
llegaron a la Meseta del Collao en 1533, y un año después, en 1534, se realizó la Fundación Española de Pomata por el dominico Fray Tomás de San Martín, hombre de gran talento político y maestro de la Orden Religiosa de Santo Domingo.
Fundado el pueblo para fines de adoctrinamiento de los naturales de la región, los primeros pobladores españoles fueron exclusivamente religiosos, habiéndose establecido posteriormente lo que puede llamarse la población civil española. A medida que las familias iban multiplicándose y en plena colonia bajo el dominio de reyes y virreyes, Pomata fue centro catequístico de la congregación religiosa de Santo Domingo de Guzmán importante después de Juli. En 1540 al mando de Fray Tomás de San Martín, se construyó al pie del cerro calvario la capilla "Santa Bárbara" en honor a la Santa, el hermosísimo Templo de San Santiago por los dominicos y jesuitas, los templos de San Martín y San Miguel, comenzando así con las evangelizaciones y catequizaciones, a los primeros moradores de Puma Uta al que más tarde los españoles llamaron Pomata.

### Emancipación
Cuando Tupac Amaru en 1780 levanta el primer grito de la Emancipación en el Cuzco, y la rebelión se extiende y cunde al Collao, los indios rebeldes realizan a su paso por Pomata una salvaje y horrible matanza de sus moradores dejando un saldo de trescientas víctimas entre hombres, mujeres y niños.
En 1815, después de la fracasada rebelión de Pumacahua en la sangrienta batalla de Umachiri, Pomata nuevamente presencia con espanto la masacre que los indios revolucionarios realizan en su retirada hacia el Alto Perú, matando hasta a los niños por ser hijos de españoles extrayéndoles del templo donde se habían refugiado estos hechos despoblaron violentamente la floreciente villa.

### Época republicana
En los años de 1894 y 1895 en que se llevan a cabo las luchas revolucionarias entre Cáceres e Iglesias, Pomata sirve de Cuartel General a los Constitucionales y a los Colisionistas que operaban en el Departamento de Puno. En aquellas épocas de gran romanticismo político, sus
pobladores exponen su vida y haciendas al servicio de la causa, así sirvió de plaza fuerte al coronel Loza natural de Yunguyo, el hacendado más rico y valiente de esa ciudad que puso sobre las armas más de 300 indios equipados por su cuenta.
En esta época, Pomata fue considerada, como parte del Departamento de Puno luego como parte de la provincia de Chucuito y finalmente como Capital del Distrito de su nombre, mediante sucesivas disposiciones legales, como son:
1. El 26 de abril de 1822, el general San Martín crea el Departamento de Puno, mediante Decreto Supremo. En estos años se produce la guerra de la independencia, Pomata da albergue al Ejército Patriota, sirviendo de Cuartel General al coronel Blas Cerdeña, quien el 22 de agosto de 1823 se repliega al Desaguadero por orden de Santa Cruz, fecha en la que es ocupada por los generales realistas Valdez y Calatalá. La noche del 25 del mismo mes recibe nuevamente a las fuerzas derrotadas de estos jefes en la Batalla de Chuachúa (24 de agosto) por Santa Cruz y el 28 del mismo, da albergue al propio Virrey la Serna que a marcha forzada llega a Pomata conduciendo mayores efectivos para operar contra las huestes patriotas y continuar así la campaña del Alto Perú.
2. La administración del Libertador Simón Bolívar en 1825 le reconoce los derechos como distrito y por Ley de 25 de marzo de 1826 crea la Provincia de Chucuito.
3. El 2 de mayo de 1854. Rufino Echenique mediante Decreto Directoral dado en el Cuzco, delimita los distritos de la Provincia de Chucuito.
4. La creación política y específica del distrito de Pomata con su capital el pueblo de Pomata, se produjo el 2 de enero de 1857 mediante Ley promulgada por el gran Mariscal Ramón Castilla.
5. Actualmente el día de Pomata se festeja todos los años el 29 de mayo a pesar de que Programas de Aniversario de la Municipalidad citan como Aniversario de Creación Política, la Ley 12301 del 3 de mayo de 1954; sin embargo tras modificatoria conforme a ley 13753, del mismo Año y mes coincidente con el Decreto Directoral sin rango de Ley (punto 03) de Rufino Echenique y diferente a la Ley de Ramón Castilla (punto 05). En consecuencia falta una explicación por el cual se fija el 29 de mayo como fecha de aniversario.

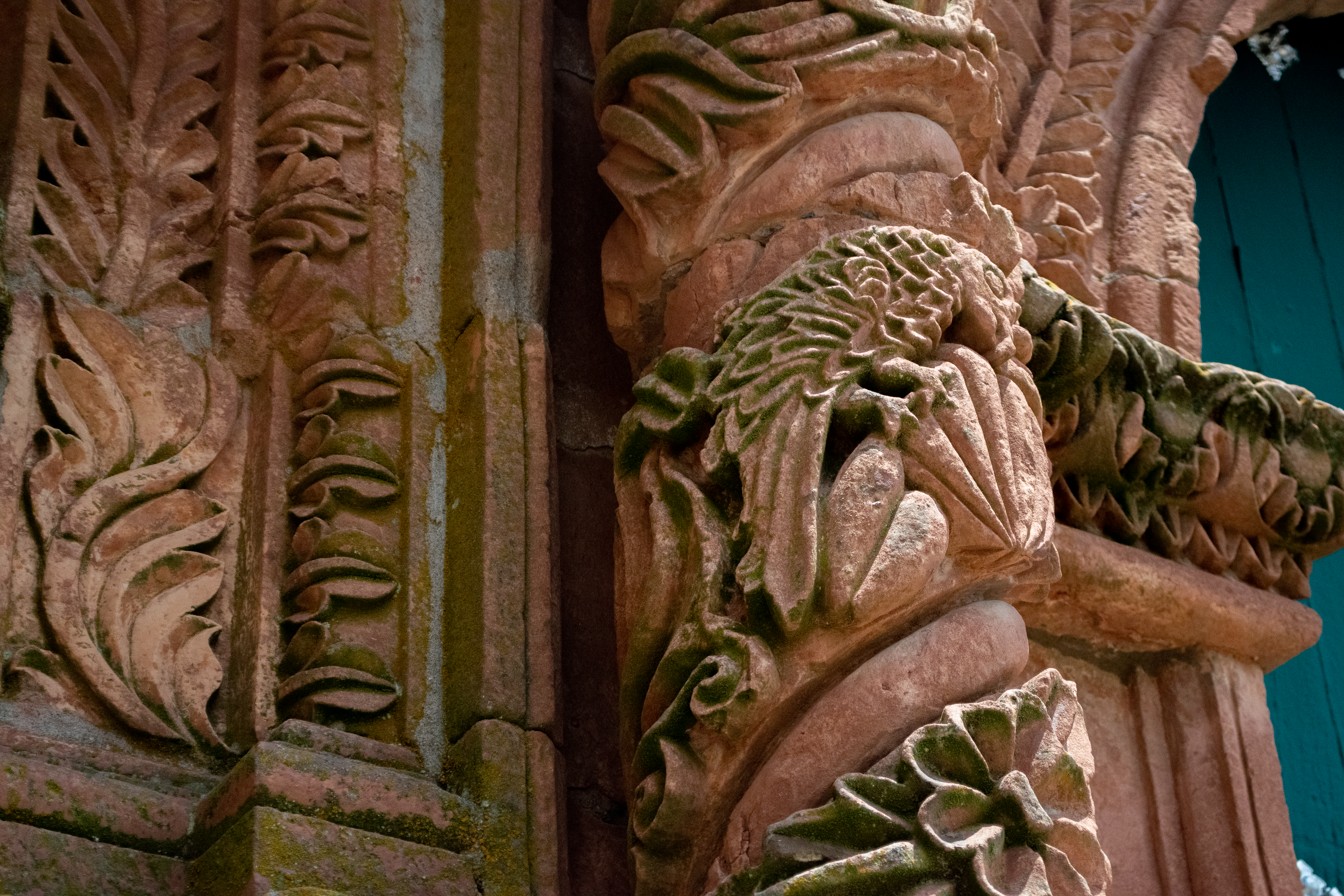
DETALLES DE LA IGLESIA SANTIAGO APOSTOL DE POMATA

## Patrimonio

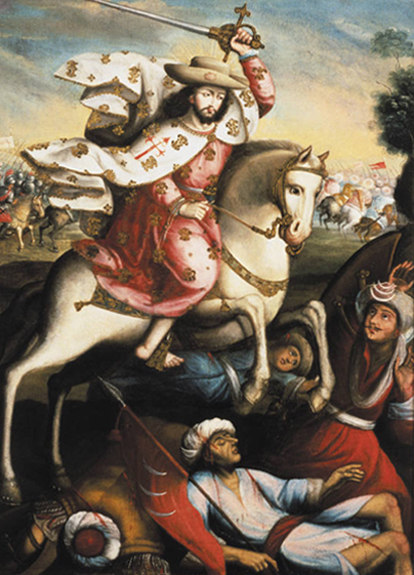
Santiago Matamoros, escuela cusqueña

El Templo de Santiago Apóstol, de estilo colonial, hecha con piedras rojizas. Su única torre de esquina lisa y de perfiles prismáticos, recuerda la del Cuzco. En el interior del templo existen catacumbas donde se encuentran los restos de los obispos y arzobispos del Altiplano.
Tomás de San Martín, miembro de la Congregación Dominica, fue el fundador del Convento. La iglesia fue construida en 1756.
Las paredes de piedras rojizas están siendo afectadas por la erosión hídrica atentando su buena conservación. El templo cuenta con una vasta muestra de pinturas de la escuela cusqueña.

## Turismo
En Pomata destaca la iglesia de Santiago Apóstol, de estilo mestizo, y la increíble vista panorámica del lago y de la península de Copacabana.
- Playas de Chatuma, Aproximadamente 1 km. de extensión, ubicada en una zona amplia y abrigada del extremo sur del Lago Titicaca, entre las ciudades de Yunguyo y Pomata, aproximadamente a 14 km. al sureste de Pomata y 12 km. Al oeste de Yunguyo, pintoresco lugar de clima templado con finísima arena blanca, circundada por enormes peñones y quebradas que le dan un aspecto singular. Muestra el bello e inolvidable paisaje del lago Titicaca cuya extensión se pierde en el horizonte, la temperatura promedio de sus aguas es aproximadamente de 9 °C, mayores temperaturas se presentan en los meses de setiembre a diciembre durante el veranillo altiplanicie, playa de agua limpia y transparente.
- Iglesia Santiago Apóstol, Construido en advocación a San Santiago, se venera a la Virgen del Rosario, su construcción

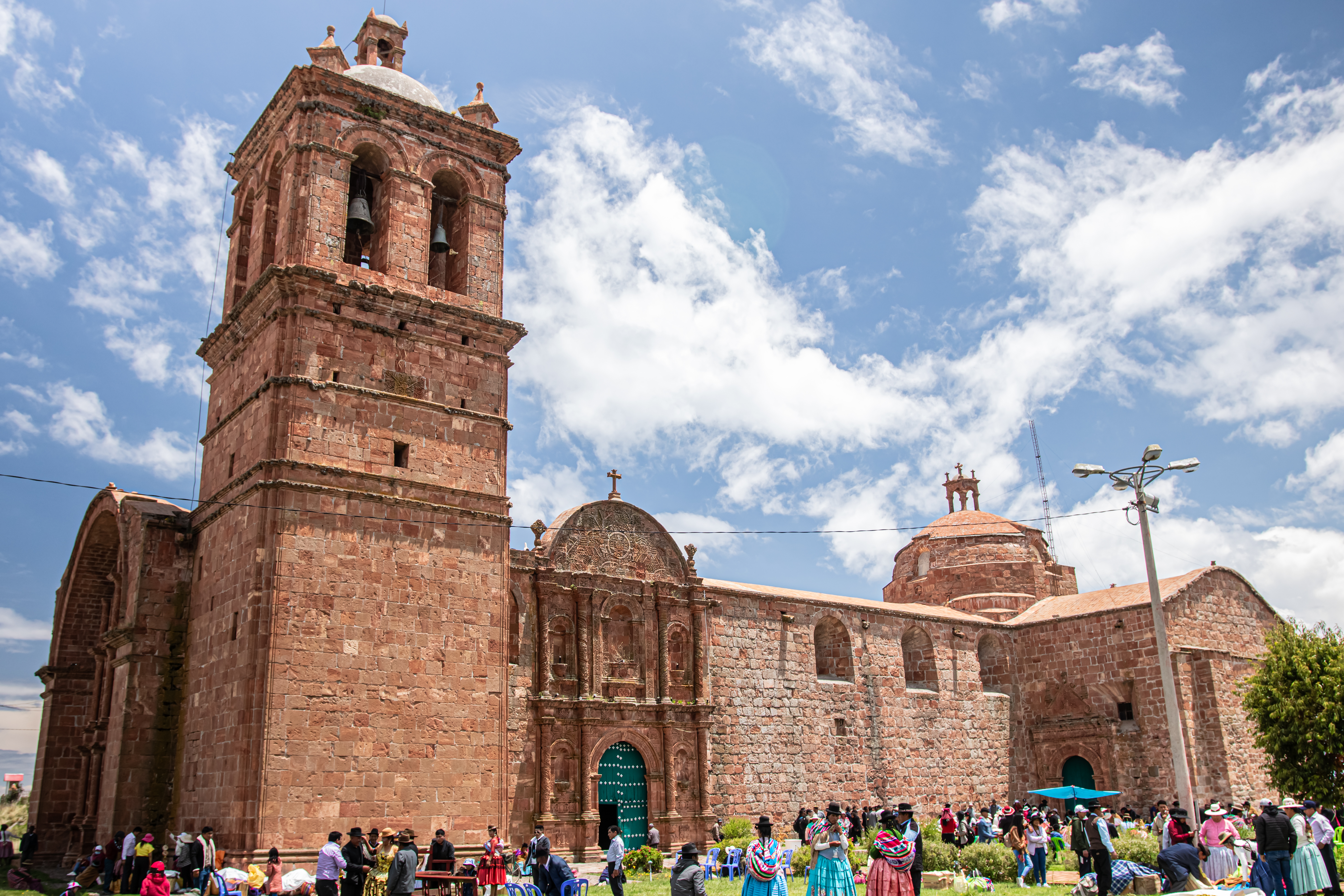
Frontis de la Iglesia Santiago Apostol de Pomata

data del siglo XVI concluido en 1567, de planta en cruz latina de una sola nave
cubierta con bóveda de cañón, en el crucero la cúpula con tallas decoradas en
forma de 08 radios equidistantes íntegramente de piedra rojiza y de estilo
mestizo. Se realizaron sucesivas refacciones, así en 1722 se terminó el altar
mayor, en 1732 se reparó el cañón, la portada del atrio en 1763, la portada de
la sacristía en 1798 y la torre en 1794 y las gradillas del altar mayor en 1766, una de las campanas aparece fechada en 1768. Hoy surge intacta, como uno
de los monumentos de mayor valor, de arquitectura profundamente asimilada al
medio ambiente indígena, se observa la modalidad regional de desarrollar la portada dentro de un arco de protección. Su única torre en la esquina, lisa y
de perfiles prismáticos. El interior lujoso, llegando hasta dorar la piedra de
las pequeñas y primorosas portadas que dan al bautisterio de la sacristía. Estas puertas interiores son modelos de arte colonial puneño y sus anchos marcos
están tratados como molduras planas de madera tallada y dorada, su retablo
mayor está dedicado a la Virgen del Rosario tallado en cedro cubierto con pan
de oro de estilo plateresco con base de piedra. Lo más notable es su intenso sello indio en los elementos estructurales y motivos ornamentales de la portada
con un tejido de temas indígenas con dibujos trenzados y siluetas, cabezas de
indias entre frutas y flores. Del conjunto, resalta su cúpula de piedra de
reconocida belleza trabajada como si fuera filigrana.
Fue declarado Patrimonio Cultural de la Nación mediante R.S. Nº 2900-72-ED el 28 de diciembre de 1972. En su interior tiene catacumbas o cementerios
subterráneos, donde se encuentran los restos de obispos y arzobispos del
Altiplano. Además por referencias de algunos investigadores, se dice que
existen caminos o pasadizos subterráneos que conducen al templo del Sol en el Cuzco y a Machu Picchu.

## Virgen Del Rosario
La Virgen del Rosario es la patrona de todos los pomateños. Su festividad se realiza en el mes de octubre.

«  En la Audiencia de Charcas se tuvo gran devoción por dos imágenes que tenían sus respectivos santuarios a uno y otro lado del Lago Titicaca. La más antigua fue la Virgen de la Candelaria de Copacabana y la otra la Virgen del Rosario de Pomata. El atuendo de ambas fue cambiando a través del tiempo curiosamente, siguiendo la moda de las damas de la península. En el curso del siglo XVIII se fija la vestimenta definitivamente de cada una de ellas que para la virgen de Pomata se la pueda describir de la siguiente manera:  Gran traje de falda ancha y abombada con cinturón y cuello de encajes, sobre este, una gran capa abierta por el centro. Lleva en la mano derecha al niño Jesús y en la mano izquierda el símbolo de advocación, el rosario.  En la cabeza lleva, toca, velo y corona de emperatriz. Esta imagen colocada en la hornacina más importante del altar mayor, esta rodeada de arco de plata con estrellas , grandes jarrones con flores y profusión de ángeles que vuelan en torno de la figura.  El color más usado en la vestidura de la virgen de Pomata son el rojo y el rosado.
José de Mesa.

Imágenes de la Virgen de Pomata, atribuidas a maestros anónimos de la escuela cusqueña se encuentran en otras localidades de Puno, Cusco, La Paz y Potosí.